# Spiez
Spiez (toponimo tedesco) è un comune svizzero di 12 707 abitanti del Canton Berna, nella regione dell'Oberland (circondario di Frutigen-Niedersimmental); ha lo status di città.

## Geografia fisica
Si affaccia sul Lago di Thun.

## Storia
Nel 1834 ha inglobato il comune soppresso di Einigen.

## Monumenti e luoghi d'interesse

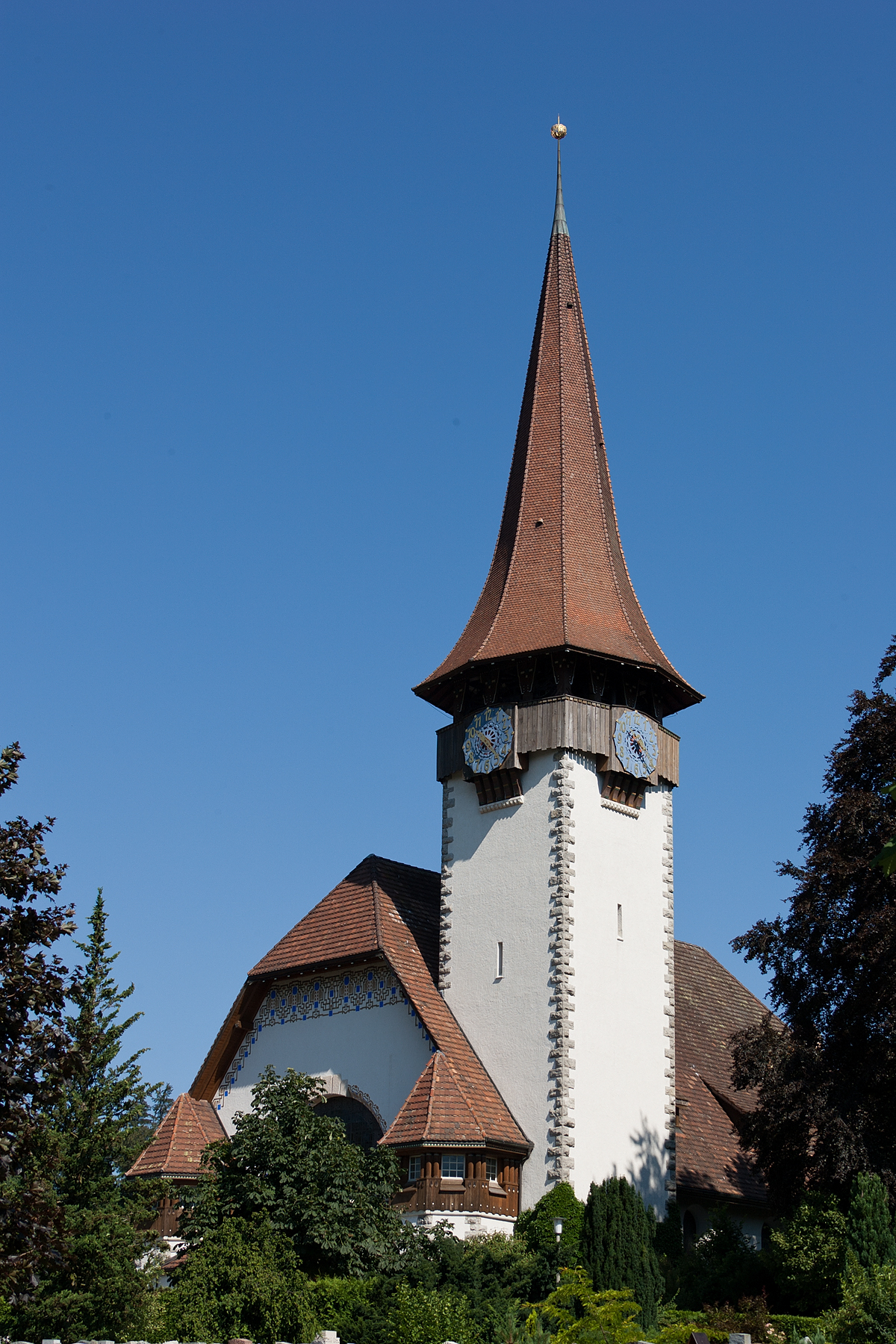
La chiesa riformata

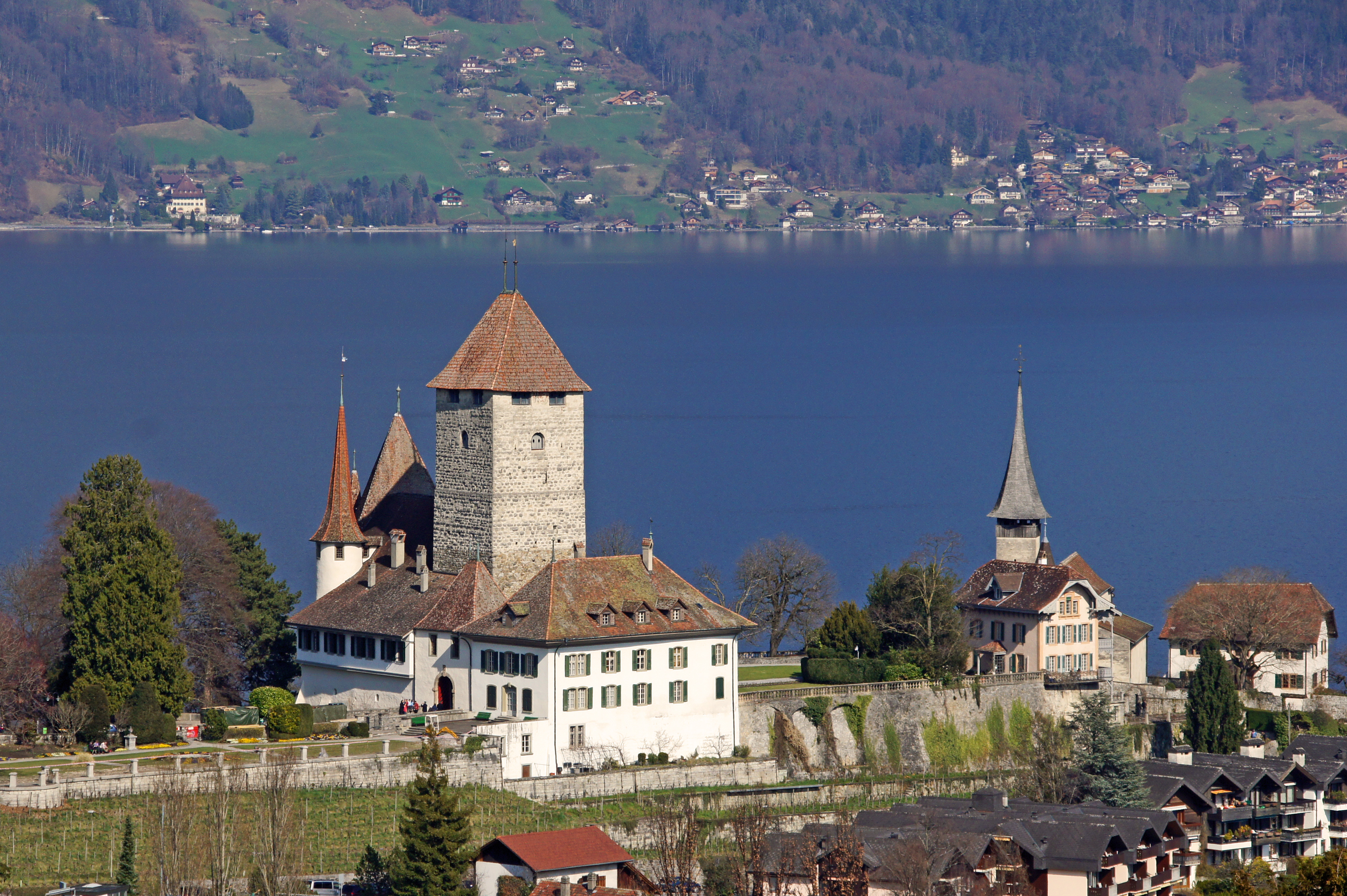
Il castello di Spiez con la sua chiesa

- Chiesa riformata del castello (già di San Lorenzo), attestata dal 761-762 e ricostruita nel 1000 circa[2];
- Chiesa riformata, eretta nel 1905-1907[2];
- Chiesa riformata di Faulensee (già di San Colombano), eretta nell'Alto Medioevo e ricostruita nel 1961-1964[3];
- Castello di Spiez, eretto nel 933 e ricostruito nel XVII e nel XVIII secolo[2].

## Società

### Evoluzione demografica
L'evoluzione demografica è riportata nella seguente tabella:
Abitanti censiti

## Geografia antropica

### Frazioni
Le frazioni di Spiez sono:
- Einigen[1]
- Faulensee[3]
  - Glumme
- Hondrich
- Spiezwiler

## Infrastrutture e trasporti

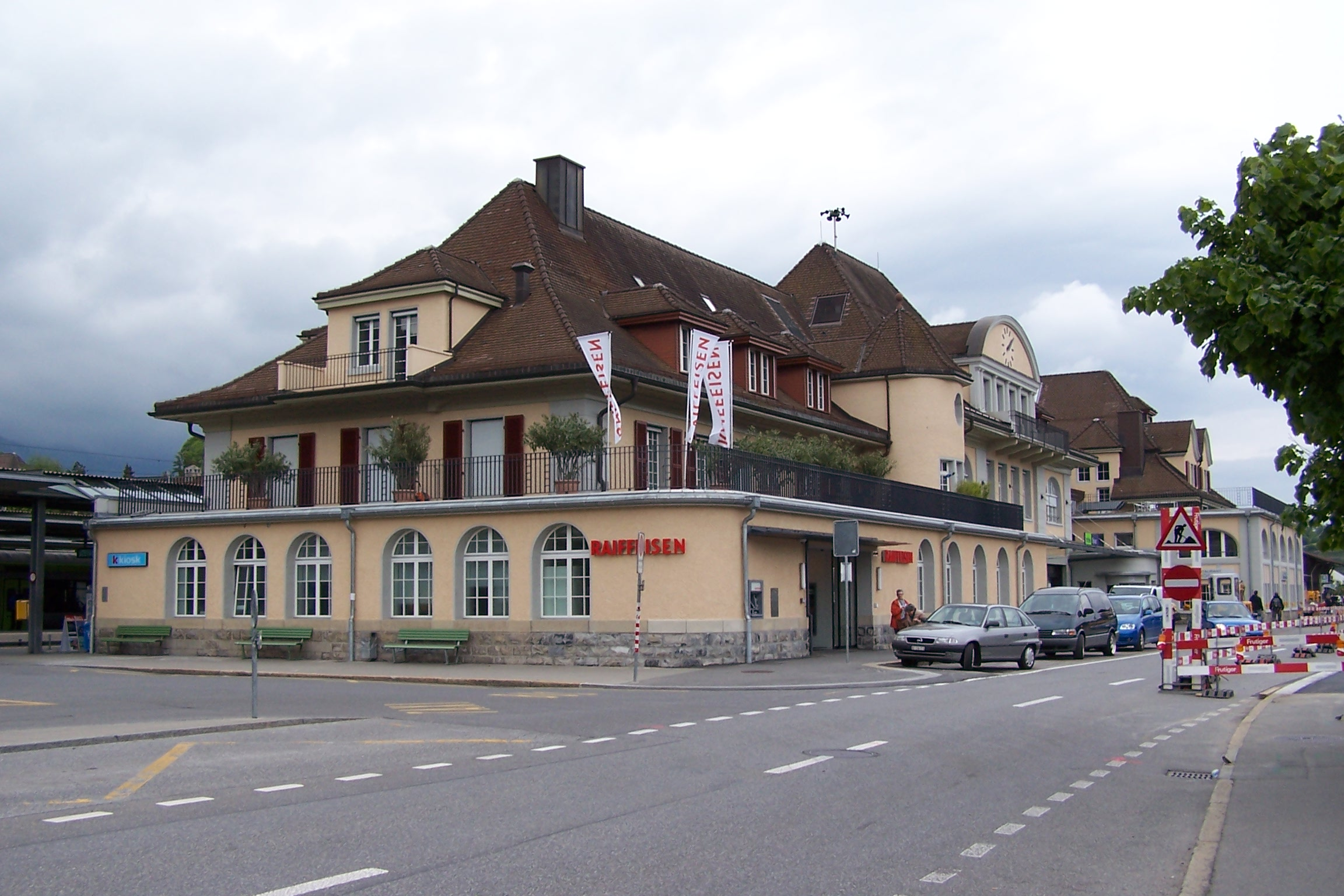
La stazione di Spiez

Spiez è servita dall'omonima stazione, capolinea della ferrovia del Lötschberg, da quella di Hondrich-Süd e dall'autostrada A8.
Tra il 1905 e il 1960 Spiez fu servita da una linea tranviaria.

## Amministrazione
Ogni famiglia originaria del luogo fa parte del cosiddetto comune patriziale e ha la responsabilità della manutenzione di ogni bene ricadente all'interno dei confini del comune.